# Thomas Brasch
Thomas Brasch   (Westow, 19 de febrer de 1945 - Berlín, 3 de novembre de 2001) va ser un narrador, poeta, dramaturg, guionista i director de teatre i cinema alemany.

## Biografia
Nascut a Westow, Yorkshire, Anglaterra, Thomas Brasch era fill de pares emigrats comunistes jueus alemanys. El 1947, la família va tornar a Alemanya Oriental. Brasch va assistir a l'escola a Cottbus. De 1956 a 1960, va estar a l'Escola Nacional de Cadets de l'Exèrcit Popular i va fer el seu Abitur. A partir de 1964, va estudiar periodisme a Leipzig i el 1965 es va veure obligat a matricular-se. Des de 1966 va treballar al teatre Volksbühne de Berlín. i després va estudiar dramatúrgia a l'escola de cinema Babelsberg. El 1968, va ser relegat i empresonat per "agitació antiestatal", a causa de la protesta contra la invasió de la CSSR.
Brasch tenia en una relació amb l'actriu Katharina Thalbach.

### Resistència contra la censura de l'RDA
L'any 1966 es va prohibir la posada en escena de la seva obra sobre el Vietnam Seht auf dieses Land (‘Mireu aquest país') a la Volksbühne, un teatre ubicat a la plaça Rosa Luxemburg de Berlín. Del 1967 al 1968 va cursar un grau en dramatúrgia a l'Escola Superior de Cinema i Televisió de Babelsberg. El març de 1968 va néixer el seu fill Benjamin, amb la cantant i compositora Bettina Wegner.
L'agost del 1968 va ser portat a judici per haver distribuït fulletons contra la invasió de Txecoslovàquia per part dels estats signataris del Pacte de Varsòvia. Va ser condemnat a dos anys i tres mesos de presó, però va quedar en llibertat condicional després de 77 dies.
L'any 1971 i 72 Brasch va treballar a l'Arxiu Brecht, on se li va encarregar que fes una comparació dels elements estructurals dels westerns amb els del cinema revolucionari rus. Des d'aleshores va viure com a escriptor autònom. Algunes de les obres dramàtiques escrites entre els anys 1970 i 1976 no es van representar o es van suspendre poc temps després de l'estrena a causa de la seva temàtica i la seva forma sovint experimental.

### Trasllat a l'Oest
L'any 1976 Brasch va signar la resolució contra l'expatriació de Wolf Biermann, cantautor alemany. Després que les autoritats no van acceptar la publicació d'alguns dels seus textos en prosa, va demanar permís per a abandonar el país i va mudar-se juntament amb la seva parella Katharina Thalbach i amb la seva filla al Berlín de l'Oest. El seu recull en prosa Vor den Vätern sterben die Söhne (‘Abans que els pares moren els fills'), que va escriure a l'RDA i va ser publicat poc temps després per l'editorial Rotbuch, va esdevenir un gran èxit i li va donar un reconeixement permanent entre els crítics.
L'any 1976 una col·laboradora no oficial dels serveis secrets (la Stasi) va titllar Thomas Brasch d'"enemic de l'RDA" en un informe.
El 1982 Brasch va fer-se membre del Centre PEN de la República Federal Alemanya i va rebre el Premi de Cinema de Baviera per la pel·lícula Engel aus Eisen (‘Àngels de ferro').
El 1983 va viure un any a Zúric. Per la seva pel·lícula Domino va rebre l'Occhio del Pardo d'argento al Festival de Locarno d'enguany. A partir de l'any 1986 va traduir diverses obres teatrals de William Shakespeare a l'alemany.

### Després de la caiguda del mur de Berlín
Després de no publicar durant molts anys des de la caiguda del mur i que s'escampessin rumors sobre una addicció a alcohol i drogues, Brasch va trencar el silenci el 1999 publicant el nou volum Mädchenmörder Brunke (‘Brunke, assassí de noies'), que va sorgir d'un manuscrit que originalment tenia més de deu mil pàgines.
Thomas Brasch va morir el 3 de novembre de 2001 a la Charité, un hospital de Berlín, per insuficiència cardíaca i pulmonar causada per l'addicció a l'alcohol i a les drogues que va patir durant molts anys. La seva tomba es troba al cementiri de Dorotheenstadt, al districte Berlín-Mitte. El seu llegat es conserva a l'Arxiu Thomas Brasch de l'Acadèmia de les Arts de Berlín.